# لوئیس فرانکل
لوئیس فرانکل (به انگلیسی: Lois Frankel) نمایندهٔ حوزه انتخابیه فلوریدا از حزب دموکرات ایالات متحده آمریکا در مجلس نمایندگان ایالات متحده آمریکا است که برای نخستین‌بار در ۶ ژانویه ۲۰۱۳ میلادی به‌عضویت این مجلس درآمد.